# Sainte-Osmane
Sainte-Osmane är en kommun i departementet Sarthe i regionen Pays de la Loire i nordvästra Frankrike. Kommunen ligger i kantonen Saint-Calais som tillhör arrondissementet Mamers. År 2018 hade Sainte-Osmane 177 invånare.

## Befolkningsutveckling
Antalet invånare i kommunen Sainte-Osmane
| Referens: INSEE |